# Дама с зонтиком
«Дама с зонтиком, повёрнутая влево» (фр. Femme à l'ombrelle tournée vers la gauche) и «Дама с зонтиком, повёрнутая вправо» (фр. Femme à l'ombrelle tournée vers la droite) — две картины Клода Моне, написанные в 1886 году. Находятся в музее Орсе в Париже.

## Описание
Композиция иллюстрирует момент, когда девушка в белой куртке останавливается на прогулке по лугу в солнечный летний день. Ее изображение расположено слева от источника света, который подсвечивает ее белую юбку сзади, создавая впечатление нежной игры света и тени. Платье и вуаль девушки развеваются на ветру, придавая ей легкость и элегантность. Силуэт девушки бросает тень на окружающий луг, придавая сцене гармонию и глубину. Фон, состоящий из облаков, создает ощущение быстрого движения на фоне летнего голубого неба, дополняя общую атмосферу легкости и свежести. Моне использовал технику alla prima, создавая произведение быстрыми мазками. Тени цветные, выполнены без использования черного цвета.

## История
В 1875 году Моне написал картину «Прогулка. Дама с зонтиком», на которой была изображена его первая жена Камилла с семилетним сыном Жаном. В 1886 году, после смерти Камиллы, Моне вернулся к этому сюжету. Моделью стала его приёмная дочь Сюзанна, дочь второй жены Моне — Алисы Ошеде. С участием Сюзанны Моне написал две картины: «Дама с зонтиком, повёрнутая влево» и «Дама с зонтиком, повёрнутая вправо». Считается, что наиболее удачной из двух является та картина, где женщина повёрнута в левую сторону и краски более светлые и яркие.